# Стадий на огледалото
Стадия на огледалото е период от развитието, според Жак Лакан между шестия и осемнадесетия месец, по време на който бебето притежава чувство за своето телесно единство, виждайки образа си в огледалото. До края на третия или четвъртия месец кърмачето не обръща внимание на огледалото, което поставят пред него. След шестия месец то започва да проявява интерес към него и изглежда смътно долавя връзката между човека и неговото отражение. Към едногодишна възраст то като че ли започва да разбира, че образът в огледалото е отражение на собственото му тяло, а не независим от него двойник. Но едва към двегодишна възраст се придобива понятието за телесна цялост (според Рене Зазо детето се разпознава в огледалото между 26-ия и 30-ия месец). Усвояването на това понятие е изключително важно, защото не само представлява основата на самосъзнанието, а и защото става образец на всички обекти: светът престава да бъде фрагментарен, вече не е като неорганизиран хаос, а като подреден свят, съставен от обекти, всеки от които има своя собствена форма.